# 柔身术

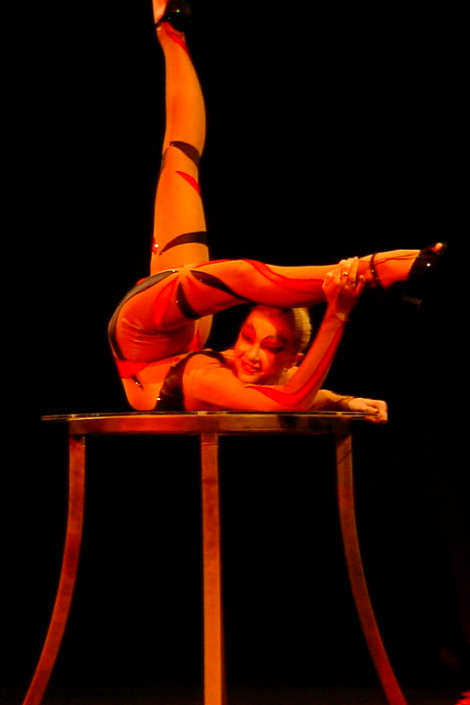
柔身术表演

柔身术，又稱軟功、軟骨功、縮骨功、柔術等，指提高人體柔軟度的肢體鍛煉。多出现于杂技团以及马戏团的节目中。总的来说，柔身术演员拥有罕有的天生良好柔韧性，这种柔韧性还可以通过后天的体操训练进一步增强。

## 描述
在各種以肢體作為表達手段的藝術門類及體育運動中，軟功起到關鍵的作用。例如，雜技中的軟功，舞蹈中的軟功，體操中的柔韌訓練，武術中的腰腿功等等。雖然都是強調柔韌性，但各種門類的軟功各有其特點。
雜技中的軟功強調肢體活動的範圍，盡可能地達到和突破人體關節活動的極限，尤其是腰椎、髋關節等軀幹的主要活動樞紐。舞蹈中的軟功則強調以流暢地舒展和卷曲身體來表達舞者的心態。體操中的軟功強調肢體在運動的狀態中達到協調和平衡。武術中的軟功，狹義指身體的柔軟（如武俠小說中提到的“軟骨功”），用以達到在進攻和防守時的靈活機動；武術中廣義的軟功泛指內功。

### 技巧
多数的柔身术演员会被分为前彎者和下腰者，属于哪一种取决于脊柱向哪边較易弯曲。相对来说，只有很少的演员在前彎和下腰都很出色。
柔身术演员常表演的技艺包括：
前彎：在腿保持伸直的情况下，将身体腰部向前弯曲。或者是在膝盖弯曲的状态下，把一条或两条腿放到颈部或肩部后面。演员在表演前彎時可能会把身体穿过一个环或桶。
下腰：在站立、趴在地上或用手站立的情况下，向后弯曲腰部使头部接触到脚，或者一直弯曲直到接触到臀部，如同坐在头上一样。中国还有一种特有的后下腰姿式——咬花，即仅以咬在一个托槽上嘴部支撑整个身体做出后下腰的动作。
劈叉：两脚分开，臀部坐在地上。做超级劈叉时也可能用两把椅子或者两名助手支撑脚部。劈叉和超级劈叉都可能包括前灣或下腰的一部分动作。
缩骨术：将身体挤进一个只有膝盖高、看起来人根本钻不进去的小箱子。演员通常采取的姿式是双腿交叉，头放在双腿膝盖之间。
脱臼：肩关节或髋关节的「脱臼」常作为一种新奇的事物在舞台上表演。常见的例子就是举起两只胳膊，双手握在在一起，然后把手和胳膊从身体的一端移到另一端。

### 表演类型

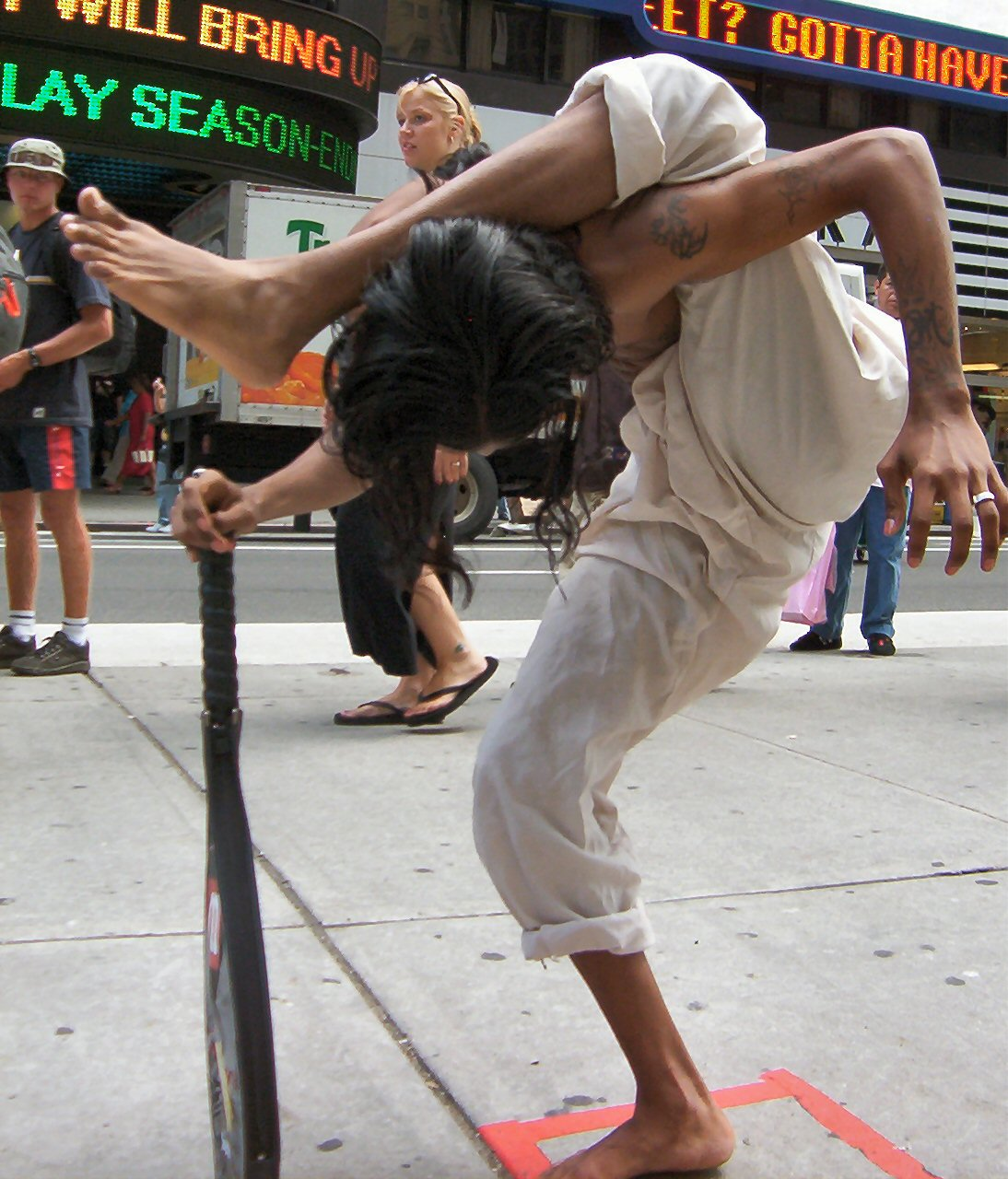
Ravi the Scorpion Mystic stands on one leg performing his act in Times Square, NYC, 2004

如同其它视觉艺术，一场柔身术表演会向观众传递情感，具体是什么样的情感取决于编导和他选择的演员服装，以及演员的个人情况和她（他）的技术。演员可能会选择一种妩媚、活跃、幽默、神秘、震惊或是性感的风格来进行柔身术表演。每一种风格都由它们的爱好者，并且这些爱好者有时还会排斥其它风格的柔身术表演。
一些特殊类型的表演：
古典表演是一种缓慢的杂技舞蹈，女演员常在一个男伴的托举下完成劈叉以及其它柔身术动作。
玩偶表演是由一到两个助手弯曲、摇动、扛运柔身术演员以使观众相信画过妆的演员实际是一个无生命的、真人大小的玩偶。这种表演通常以助手把“玩偶”塞进一个小箱子，然后演员从箱子中爬出并脱掉玩偶外套来结束。
西班牙网是一种由演员在舞台上方的一个系在天花板上的绳环上表演的柔身术。
其他演员可能会在表演期间使用器械，例如旋转呼啦圈或杂技用的圆环，使酒杯、碗等垒成的塔保持平衡，有时也会演奏乐器。
一名柔身术演员可能会单独表演，也可能会有一到两名助手辅助，或者和其他柔身术演员组队表演。
在过去，柔身术演员只在马戏团里和集市上进行表演，但是近几年他们也在夜总会、游乐场、商业展览、杂志广告、电视综艺节目中进行表演。另外，柔身术图片和视频也在网络上被爱好者们交易，有的人还成立了提供原创柔身术图片和视频的月费制网站，或者通过电子邮件销售柔身术视频的录像带和光盘。

## 解迷
很多关于柔身术演员的迷与谬误已经存在了很长时间。它们存在的原因主要是公众对于人体解剖学和生理学的无知，也有一些是马戏团老板、赞助商做出的谎言以使柔身术演出更加神秘。
- 柔身术演员在弯曲他们的身体的时候要使自己的关节脱臼。由于很多关节疏松的人可以在毫无疼痛的情况下把关节头和关节窝分离，所以有些人有这种想法很正常。除非拍X射线片子，我们无法判断表演时柔身术演员的关节是否脱臼了。但是事实证明，只要骨关节的形状是正常的，即便是最极端的下腰也可以在任何关节都不脱臼的情况下完成。真正的脱臼很少被用于柔身术之中，因为脱臼的关节很不稳定、容易受伤，而且一个脱臼的关节也不能支撑它自己和任何重量。

- 你要么是天生的柔身术演员，要么不是。每个人的每个关节的柔软程度都是不同的，一个关节向某一个方向能弯曲很多并不意味着它向相反方向能弯曲的一样多。这就是为什么柔身术演员会专攻使用他们最柔软的关节的技术。肌肉的柔韧性可以通过练习获得，只要关节和骨胳不阻碍肌肉的运动。而关节的活动虽然不会改变关节的形状，但是可以拓展关节的互动范围。正如很多残疾人可以克服他们疾病带来的问题并成为体育运动员，只要你有目标、能努力，你也可以训练自己并让自己能做出一个个柔身术动作。

- 女性比男性更适合做柔身术演员。历史上来自世界各地的图片显示出男女柔身术演员的比例几乎是1:1，19世纪末西方的柔身术演员几乎都是男性，正如现在印度的瑜伽练习者主要是男性一样。医学研究显示，如果一个家庭有遗传性的良好柔韧性的话，那么这个家庭的成员，不论是男是女，他（她）的柔韧性都会很好。因此，当今女柔身术演员多于男柔身术演员仅仅是一个社会文化倾向的产物。